# Opiconsiva fuscovaria
Opiconsiva fuscovaria är en insektsart som beskrevs av William Lucas Distant 1917. Opiconsiva fuscovaria ingår i släktet Opiconsiva och familjen sporrstritar. Inga underarter finns listade i Catalogue of Life.